# Compact zaaltorenkasteel

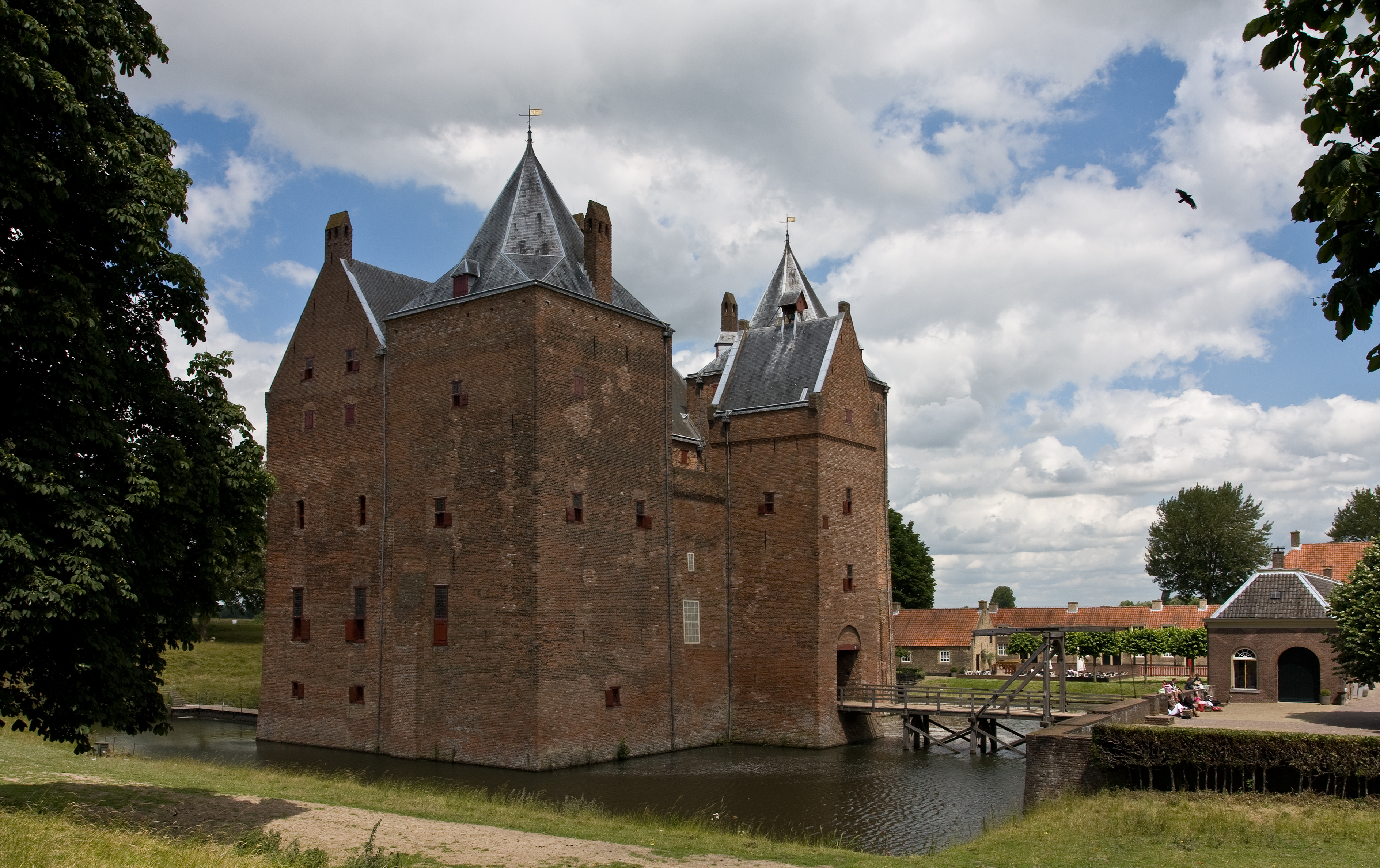
Loevestein, dat vanuit een woontoren is uitgebouwd tot een compact zaaltorenkasteel.

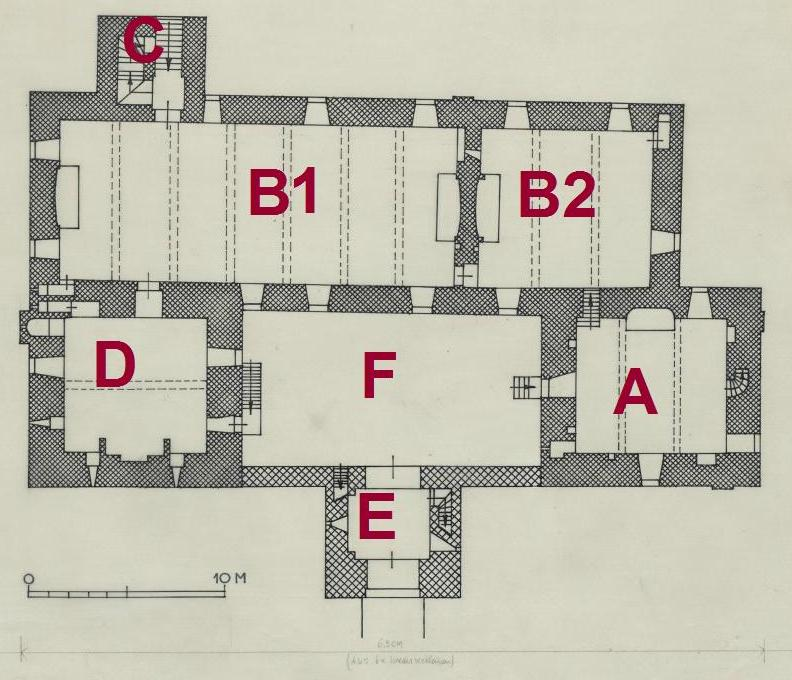
Loevestein: Plattegrond van de begane grond

Een compact zaaltorenkasteel is een type kasteel dat ontstaan is uit een zaal- of woontoren.
Daarbij zijn er twee verschillende varianten. Zo is er de simpele versie die bestaat uit een zaal- of woontoren, dat wordt omringd door een ringmuur en een kleine binnenplaats bevat. De complexere variant bestaat uit meerdere zaal- of woontorens die tegen elkaar aangeplaatst zijn, waarbij een kleine binnenplaatst ontstaat. Verder heeft deze een poorttoren, latrines, een waterput en vaak ook nog een traptoren. Doordat de plattegrond vaak een vierkant heeft, werden dit soort kastelen vaak ten onrechte ingedeeld bij de vierhoekige kastelen. Het compacte kasteel heeft in tegenstelling tot een vierhoekig kasteel maar een kleine binnenplaatst. Daardoor is dit type wel goedkoper dan een vierhoekig kasteel. 

## Voorbeelden van compact zaaltorenkastelen
- Blokhoven
- Hodenpijl
- Loevestein

## Bron
- H.L. Janssen et al (1996): 1000 jaar kastelen in Nederland. Uitgeverij Matrijs. ISBN 90-5345-083-1 pagina: 91-95